# Siegfried van Denemarken
Siegfried I is een koning van de Denen aan het eind van de 8e eeuw, geattesteerd in de bronnen van 777 tot 798, en was een tijdgenoot van Karel de Grote.

## Biografie
Deze koning van de Denen is, zoals ook zijn onmiddellijke voorgangers, genegeerd door de Middeleeuwse Deense geschiedenisschrijvers, in het bijzonder door Saxo Grammaticus in zijn Gesta Danorum. Hij blijft hierdoor een haast onbekend historisch figuur waarvan we noch de datum van het begin van zijn regering, noch die van zijn dood kennen. Hij werd - vermoedelijk - opgevolgd door Gudfred, die waarschijnlijk zijn zoon was. Een oudere zoon was Halfdan, die de Franken vriendelijk gezind was. Na Gudfred en Hemming, werd Siegfrieds kleinzoon, Harald Klak Halfdansson koning van Denemarken.
Zijn bestaan is desalniettemin geattesteerd door de Annales regni Francorum, waar hij drie keer in wordt vermeld:
- in 777 omdat hij onderdak bood aan zijn schoonzoon Widukind, een van de leiders van de Saksische opstand tegen Karel de Grote;[1]
- in 782: zijn gezanten worden ontvangen door de koning van de Franken tijdens een onderhoud dat plaatsvond nabij de bronnen van de Lippe[2] en vervolgens weggestuurd;
- in 798 vermelden de Annales dat "Godschald die de koning een korte tijd tevoren had uitgezonden als ambassadeur naar Siegfried koning van Denemarken wordt afgeslacht door de opnieuw in opstand gekomen Saksen".[3]

De opmars van de Franken onder keizer Karel de Grote werd door de Denen als een bedreiging ervaren. Na de onderwerping van de Saksen ten westen van de Elbe, trokken de Franken over de Elbe Noord-Albingia binnen, het gebied tussen de Elbe en Eider, welke laatste rivier de grens met Denemarken vormde. De eerste contacten tussen Siegfried en Karel de grote dateren van 782, toen Siegfried Karel geruststelde, nadat hij Widukind vóór zijn opstand van 784-85 gastvrijheid had verleend.

## Referentie
- Dit artikel of een eerdere versie ervan is een (gedeeltelijke) vertaling van het artikel Sigfred op de Franstalige Wikipedia, dat onder de licentie Creative Commons Naamsvermelding/Gelijk delen valt. Zie de bewerkingsgeschiedenis aldaar.